# Anna Langfus
Anna Langfus es el nombre de casada de Anna-Regina Szternfinkiel, escritora francesa de origen polaco nacida el 2 de enero de 1920 en Lublin, Polonia, y fallecida el 12 de mayo de 1966 en París. Ganó el premio Goncourt en 1962 por la novela Les bagages de sable (Equipaje de arena), sobre los supervivientes de un campo de concentración.

## Biografía
Anna nació en una familia judía acomodada en Lublin. Contrajo matrimonio a la edad de 18 años con Jakub Rajs, un año mayor que ella, con quien se marchó a Verviers, en Bélgica, donde este cursaría estudios de ingeniería textil. En verano de 1939, volvió a Polonia, con su familia, y sufrió los avatares de la guerra. En 1942, conoció los guetos de Lublin y de Varsovia, pero se camufló con su marido haciéndose pasar por miembro de la raza aria. Sus padres permanecieron en el gueto de Varsovia y desaparecieron en 1943. Durante un tiempo, Anna fue agente de enlace de un grupo de la resistencia, probablemente el Ejército del Interior (AK), al norte de Varsovia, hasta que fue detenida por la Gestapo y torturada en la prisión de Nowy Dwór Mazowiecki. En esa época asistió a la ejecución de su marido Jakub. Más tarde, fue transferida a la prisión de Płońsk, de donde fue liberada por el ejército soviético. Volvió a pie a Lublin, donde permabeció hasta mediados de 1946.
A continuación, vivió como refugiada en Francia, al borde de la miseria. Volvió a casarse con un judío de Lublin, que también había escapado de los campos y de los guetos, Aron Langfus (1910-1995), con el que tuvo una hija, María, en mayo de 1948. Empezó a frecuentar los medios teatrales y en 1953 redactó una primera pieza, Les lépreux (Los leprosos), montada en 1956 por Sacha Pitoeff. Su primera novela, Le sel et la soufre (La sal y el azufre), publicada por Gallimard, aparece en 1960. Evoca su periplo durante la guerra y enseguida atrae la atención de crítica y público. Recibe el premio Charles Veillon. Su siguiente novela, Les bagages de sable (Equipaje de arena), gana el premio Goncourt en 1962. Bajo la forma de una aventura amorosa fracasada, explica el dolor de una superviviente del holocausto incapaz de volver al mundo real. Ella misma explicó que solo podía narrar los sufrimientos del pueblo judío durante la guerra en forma de literatura. Quedó finalista la novela Los organillos, de Henri-François Rey. Su tercera novela, Saute, Barbara (Salta, Bárbara), continúa el mismo tema. 
Anna Langfus es asimismo autora de una docena de piezas de teatro o radiofónicas y de relatos. Murió de una crisis cardíaca con solo 46 años.

## Obra
- 1960 : Le Sel et le soufre (Premio Veillon). En castellano, La sal y el azufre, Plaza y Janés, 1964, 1972
- 1962 : Les Bagages de sable (Premio Goncourt). En castellano, Equipaje de arena, Plaza y Janés, 1962, en el volumen Los premios Goncourt de novela, y 1963, en un único volumen.
- 1965 : Saute, Barbara (adaptada al cine con el título Pour un sourire en 1970). En castellano, Salta, Bárbara, Plaza y Janés, 1966, 1976.